# Atelopus walkeri
Atelopus walkeri é uma espécie de sapo da família Bufonidae. Ele é endêmico na Colômbia. Seu habitat natural são as florestas úmidas de montanhas, em áreas tropicais e subtropicais, e rios. Ele não é visto desde 1933 e é considerado extinto pela perda do seu habitat.